# Histoires d'Amérique
Histoires d'Amérique is een Belgisch-Franse dramafilm uit 1989 onder regie van Chantal Akerman.

## Verhaal
Op een ochtend vertellen mannen, vrouwen, ouderen en kinderen hun levensverhaal in de buurt van Williamsburg Bridge. De film is een zoektocht naar de Joodse identiteit in het hart van de Verenigde Staten.

## Acteurs
- Mark Amitin
- Eszter Balint
- Stephan Balint
- Kirk Baltz
- George Bartenieff
- Billy Bastiani
- Isha Manna Beck
- Jacob Becker
- Max Brandt
- Maurice Brenner
- David Buntzman
- Marilyn Chris
- Sharon Diskin
- Carl Don